# Oude watertoren (Roermond)
De eerste watertoren in Roermond werd ontworpen door architect H.P.N. Halbertsma en werd gebouwd in 1898 langs de Roermondsestraat bij de kern van Herten. In 1945 is de watertoren verwoest. De watertoren had een hoogte van 37,25 meter en een waterreservoir van 300 m³.